# Švihov (Drslavice)
Švihov (německy Schwihau) je malá vesnice, část obce Drslavice v okrese Prachatice v Jihočeském kraji. Nachází se asi půl kilometru severně od Drslavic. Je zde evidováno 16 adres. V roce 2011 zde trvale žilo 26 obyvatel.
Švihov leží v katastrálním území Švihov u Lažišť o rozloze 4,75 km². V katastrálním území Švihov u Lažišť leží i Drslavice, Chválov, Škarez 1.díl a Trpín.

## Historie
První písemná zmínka o vesnici pochází z roku 1503.

## Obyvatelstvo
| Rok            | 1869 | 1880 | 1890 | 1900 | 1910 | 1921 | 1930 | 1950 | 1961 | 1970 | 1980 | 1991 | 2001 | 2011 | 2021 |
| -------------- | ---- | ---- | ---- | ---- | ---- | ---- | ---- | ---- | ---- | ---- | ---- | ---- | ---- | ---- | ---- |
| Počet obyvatel | 107  | 86   | 74   | 75   | 76   | 101  | 73   | 55   | 38   | 23   | 34   | 22   | 23   | 26   | 24   |
| Počet domů     | 13   | 12   | 15   | 15   | 14   | 14   | 16   | 16   | 16   | 8    | 8    | 6    | 12   | 12   | 12   |

## Obecní správa
Při sčítání lidu v letech 1850–1960 Švihov byl samostatnou obcí v okrese Prachatice. V letech 1961–1990 byl částí obce Lažiště v okrese Prachatice. Od 24. listopadu 1990 je částí obce Drslavice v okrese Prachatice. V letech 1850–1920 k obci patřil Chlístov a v letech 1850–1960 také Drslavice a Škarez 1. díl.

## Pamětihodnosti
- Švihovská lípa, památný strom (lípa velkolistá) při silnici na jižním okraji vesnice, u čp. 2

## Fotogalerie

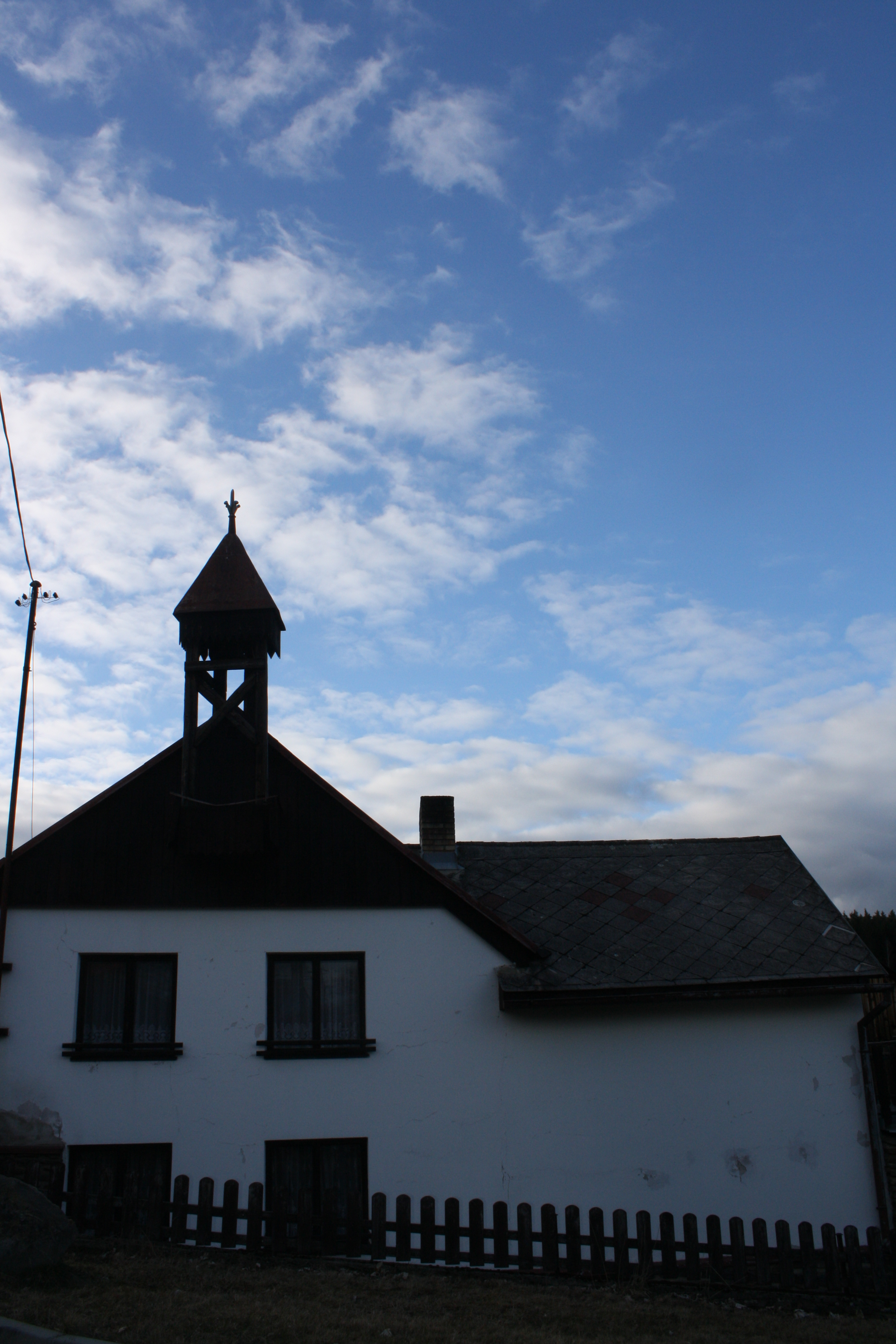
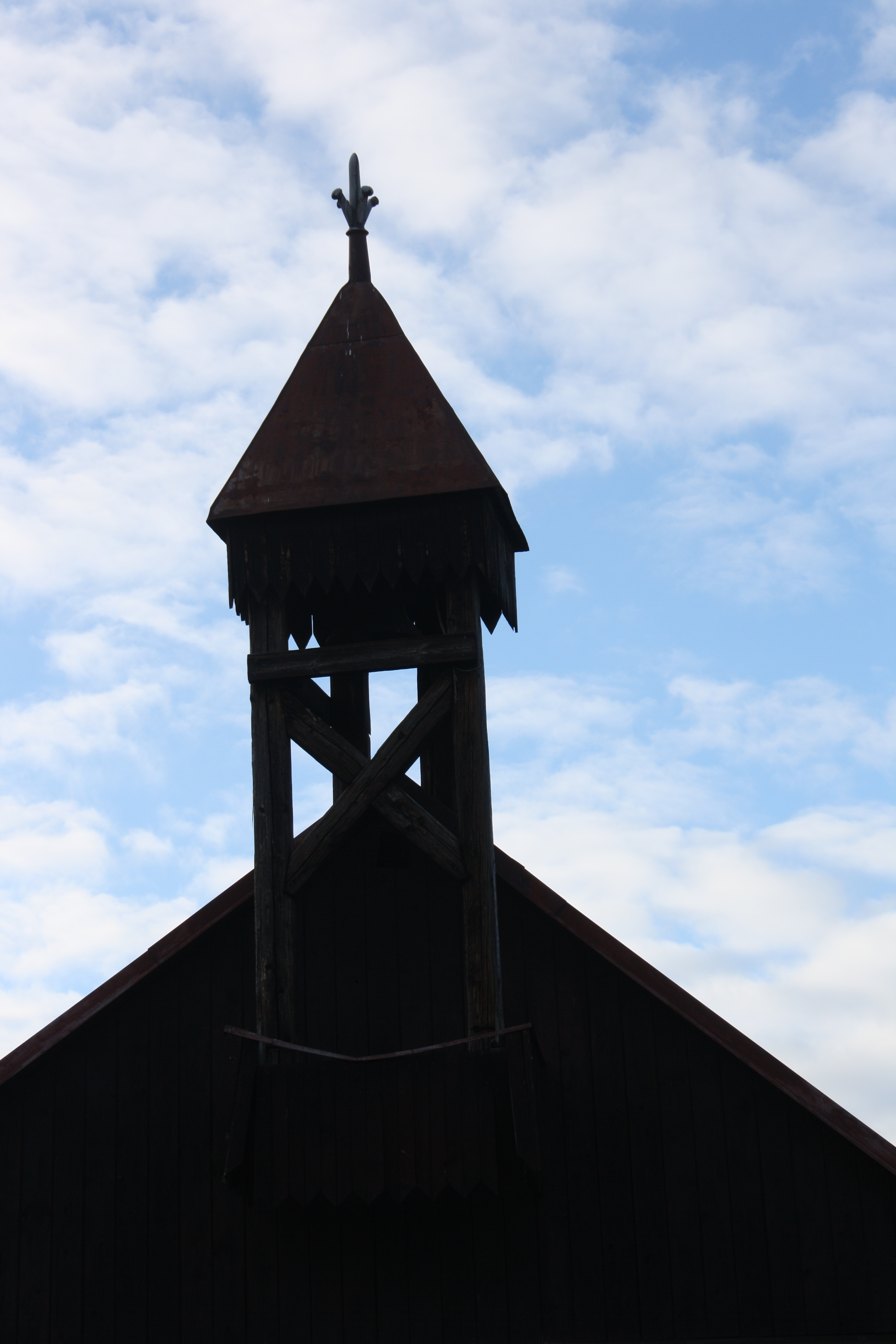
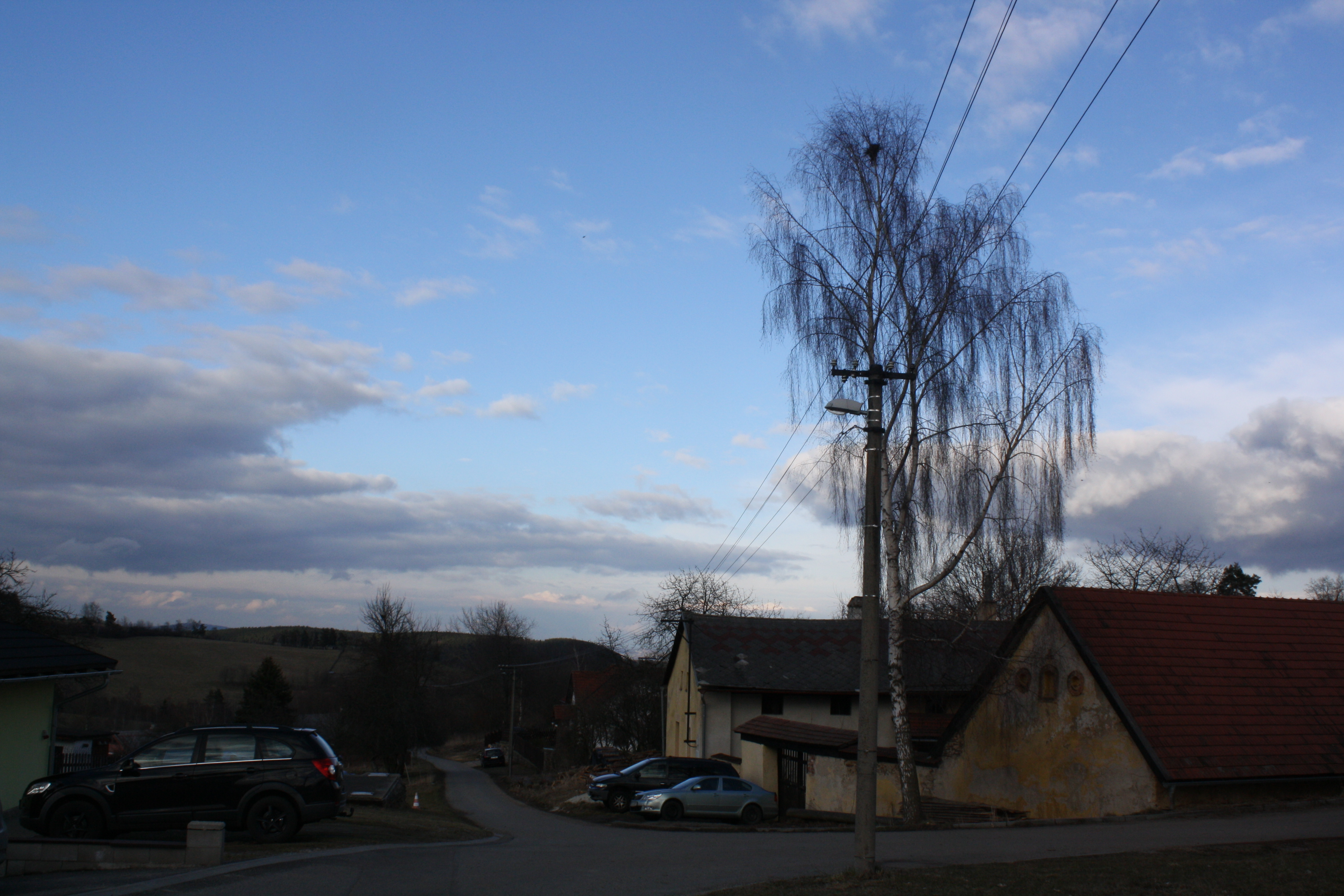
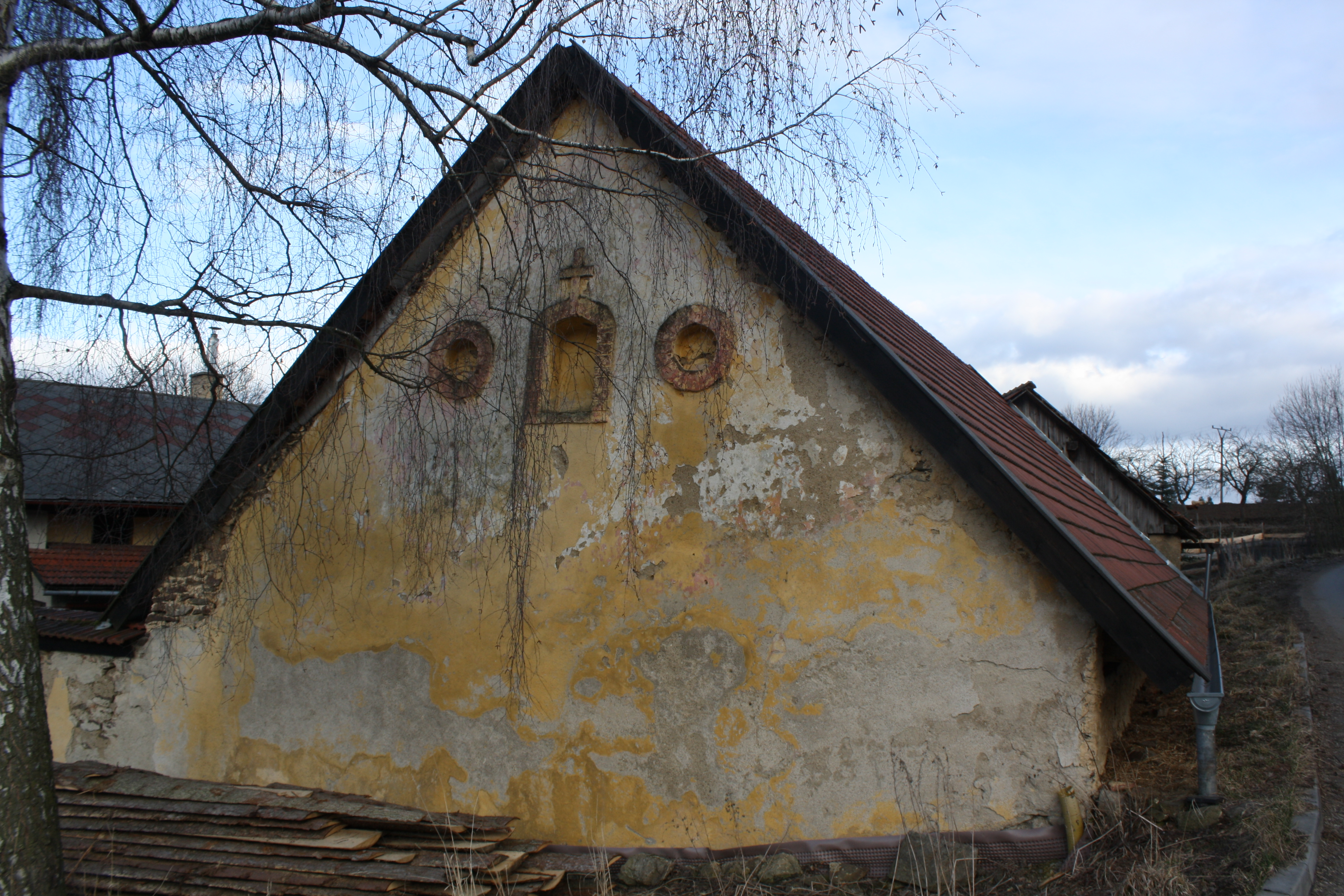